# Relaciones Chile-Letonia
Las relaciones Chile-Letonia son las relaciones internacionales entre la República de Chile y la República de Letonia.

## Historia

### sigloXX
El 22 de septiembre de 1921, Letonia fue admitida en la Liga de las Naciones, lo que significó el reconocimiento de iure por parte de Chile, votando a favor de su admisión.
Las relaciones diplomáticas entre Chile y Letonia fueron establecidas el 26 de septiembre de 1991. Previamente, Chile había reconocido la independencia de Letonia el 28 de agosto del mismo año.

## Relaciones comerciales
En 2022, el intercambio comercial entre ambos países ascendió a los 19 millones de dólares estadounidenses, lo que supuso un 1,1% de crecimiento promedio anual en los últimos cinco años. Los principales productos exportados por Chile fueron salmones, vinos y mejillones, mientras que Letonia exportó mayoritariamente turba, vodka y aparatos de conmutación y encaminamiento.

## Misiones diplomáticas
- La embajada de Chile en Suecia concurre con representación diplomática a Letonia.[3] Asimismo, Chile cuenta con un consulado honorario en Riga.[4]
- Letonia por su parte cuenta con un Consulado Honorario en Santiago de Chile.[3]